# Brooke Ligertwood
Brooke Gabrielle Fraser, conocida simplemente como Brooke Fraser o recientemente por el apellido de su esposo Brooke Ligertwood (nació el 15 de diciembre de 1983; Wellington, Nueva Zelanda), es una cantautora neozelandesa.

## Inicios
Fraser es la mayor de tres hijos, de Bernie y Lynda Fraser, de los cuales su padre fue jugador de rugby del equipo neozelandés All Black. Fraser creció en Naenae, Lower Hutt. y asistió a la Dyer Street School, luego a la secundaria y universidad local (Naenae Intermediate y Naenae College). Empezó a tomar lecciones de piano a sus siete años de edad, y continuó hasta los 17. Empezó a escribir canciones teniendo 12 años, y aprendió por sí misma a tocar guitarra acústica a los 15. Notablemente, ella nunca tomó lecciones de canto. También tocó en "Parachute", un festival anual de música Neozelandesa, y ha continuado haciéndolo cada año desde el 2000 - incluyendo una presentación como invitada especial en 2007.
Fraser fue presentadora en un programa televisivo de cable. Empezó a escribir para la revista "Soul Purpose" (Propósito del alma) a la edad de 15 años, y fue luego editora en 2002. Dejó su trabajo como editora poco después de mudarse a Auckland a finales de 2002 para buscar su carrera musical.

## Carrera musical
En 2002, mientras Brooke estaba en Auckland, Scotty Pearson, el baterista de Elemeno P, le organizó una reunión con el productor Matty J. Matty J se convirtió en su mánager, contactándola con los principales sellos discográficos que habían mostrado interés y considerado sus ofertas. Fraser tuvo alrededor de cinco diferentes sellos ofreciendo sus ofertas, y a finales de 2002 ella firmó un contrato multi-álbum con Sony Music Entertainment Nueva Zelanda.
What to Do with Daylight
El primer álbum de Fraser: What to Do with Daylight fue lanzado en Nueva Zelanda a finales del 2003, debutando como #1 y alcanzó la categoría de oro en la misma semana. El álbum eventualmente fue 7 veces disco de platino, vendiendo más de 100 000 copias sólo en Nueva Zelanda. Ella permaneció en las listas por un récord de 66 semanas. Las cinco canciones "sencillo" de su álbum alcanzaron el top 20 RIANZ, la lista oficial de popularidad musical de Nueva Zelanda. Su álbum fue el segundo más vendido en Nueva Zelanda en 2004. (Detrás de Pure, de Hayley Westenra que alcanzó 11 veces platino). Siguiendo al lanzamiento de "What to Do with Daylight", Fraser recorrió Australia y Nueva Zelanda con el estadounidense John Mayer, y luego recorrió Nueva Zelanda con el veterano británico David Bowie. Siguiendo a esto, Fraser salió con su banda para su propio "What to Do with Daylight Tour", e hizo muchas apariciones públicas y televisivas. El disco fue relanzado en una versión especial de dos discos después de su éxito.
Albertine
En 2005, antes del lanzamiento de su segundo disco, Fraser viajó a África para sumergirse en Ruanda antes de visitar a su niña apadrinada en Tanzania. En ese viaje, ella se impresionó tanto que escribió la canción "Albertine", acerca de una pequeña niña de igual nombre, a quien ella conoció mientras estaba en Ruanda. Después decidió convertir esa canción en la que daría nombre al álbum.
Para el segundo álbum, Fraser decidió formar una nueva banda, principalmente compuesta por músicos americanos que habían trabajado con muchos reconocidos artistas, tanto en vivo como en grabación. En 2006, Fraser y la banda fueron al estudio de grabación en Los Ángeles para grabar el álbum. Más Tarde, mostró en su página de Myspace el primer sencillo del álbum, llamado "Deciphering Me" (Descifrándome), que fue lanzado luego a la radio y como Disco Sencillo, y alcanzó #4 en las listas neozelandesas.
El 4 de diciembre de 2006, Albertine fue lanzado en Nueva Zelanda, alcanzando doble platino en menos de un mes después de su lanzamiento y ha permanecido hasta la fecha, en el top 20 cada semana. El álbum fue lanzado en Australia intencionalmente el 21 de marzo de 2007. En Australia, alcanzó el puesto #29 en su primera semana, y ha alcanzado así ventas de oro en dicho país.

### Hillsong
Después del éxito de su primer álbum, Fraser se mudó a Sídney, donde ha vivido desde entonces. En marzo de 2008, se casó con Scott Ligertwood, guitarrista de Hillsong United, en Sídney, cambiando su nombre a Brooke Ligertwood. Sin embargo, su apellido de nacimiento (Fraser), sigue apareciendo en sus trabajos con Sony Music, pero sus trabajos para la iglesia Hillsong, aparecen con su apellido de casada. Brooke participa activamente en los proyectos y giras de la banda Hillsong United y Hillsong Worship  y voluntariamente en las producciones musicales de la misma iglesia. Tras sus embarazos, volvió a Hillsong Worship participando en Let There Be Light y There Is More, siendo ganadora de un Grammy por la canción What a Beautiful Name. En 2019 pasó a liderar el grupo, produciendo y componiendo un nuevo álbum, "Awake".
Entre sus canciones de adoración más conocidas están:
- Hosanna (Saviour King)
- What A Beautiful Name (Let There Be Light)
- Lead Me to the Cross (All of the Above)
- You'll Come (This is Our God)
- Desert Song (This is Our God)
- None but Jesus (United We Stand)
- Soon (Tears Down The Walls)
- I Will Exalt You (Faith + Hope + Love)
- His Glory Appears (Faith + Hope + Love)
- Like Incense (with Sometimes By Step) (A Beautiful Exchange)
- You'll Come (This Is Our God)
- New Wine (There Is More)
- King of Kings (Awake)
- Awake my soul (Awake)